# Сыромятников, Виталий Валентинович
Виталий Валентинович Сыромятников (26 сентября, 1940, Осипенко, Запорожская область, Украинская ССР, СССР — 14 апреля, 2001, Одесса, Украина) — советский футболист, украинский тренер.

## Биография
Начал играть довольно поздно — в 19 лет, оказавшись в бердянском «Торпедо», в составе которого отыграл год, после чего был призван служить в армию. Дальнейшую карьеру продолжил в спортроте Черноморского флота, в команде класса «Б» СКЧФ.
В 1966 году по рекомендации Сергея Шапошникова попал в одесский «Черноморец», в котором провёл всю свою игровую карьеру. Дебют Сыромятникова пришёлся на матч с московским «Локомотивом», состоявшимся 10 апреля 1966 года.
В 1968 году по итогам сезона Сыромятников был включён в число 33-х лучших футболистов Украины под № 2 на позицию левого защитника.
Тяжёлая травма заставила Сыромятникова закончить карьеру в 1973 году, так что восхождение в высшую лигу он совершал уже в качестве тренера групп подготовки одесского клуба. В то же самое время Сыромятникова назначили директором таировской клубной базы «моряков», и в этой должности он проработал 21 год.
В 1994 году Сыромятников стал одним из организаторов одесского любительского футбольного клуба «Рыбак». Под его руководством команда становилась призёром чемпионата и обладателем Кубка области.
С 1996 года работал на центральном стадионе ЧМП и входил в штат футбольного клуба «Черноморец».
Скончался 14 апреля 2001 года — в один день с другим экс-черноморцем Игорем Иваненко.
В 1999 году Виталий Сыромятников вошёл в символическую сборную «Черноморца» всех времён.